# Niharra
Niharra ist ein Ort und eine zentralspanische Gemeinde (municipio) mit 183 Einwohnern (Stand: 2024) in der Provinz Ávila in der Autonomen Region Kastilien-León.

## Name
Der für Kastilien ungewöhnlich klingende Ortsname wird auf eine arabische Analogiebildung zu einem alten spanischen Wort für „Heustapel“ (almiar = Vorrat, Stapel + heno = Heu) oder auf ein baskisches Substrat des Castellano bzw. auf Zuwanderung zurückgeführt (bask. arro = großes Becken, Gewässereinzugsgebiet, was zur Lage des Ortes passt). Sowohl arabisierte als auch im Baskischen (wie z. B. Amavida, Mingorría, Naharrevisca) wurzelnde Toponyme aus der Zeit der repoblación, der Wiederbesiedlung durch Mozaraber, Basken oder Zuwanderer aus Asturien ca. im 11. Jahrhundert sind in der Provinz Ávila weit verbreitet.

## Lage
Der Ort Niharra befindet sich im vom Río Adaja durchflossenen Valle de Amblés gut 21 km südwestlich von Ávila bzw. ca. 127 km nordwestlich von Madrid in einer Höhe von ca. 1090 m. Das Klima im Winter ist kühl, im Sommer dagegen trotz der Höhenlage durchaus warm; die geringen Niederschlagsmengen (ca. 420 mm/Jahr) fallen – mit Ausnahme der nahezu regenlosen Sommermonate – verteilt übers ganze Jahr.

## Bevölkerungsentwicklung
| Jahr      | 1857 | 1900 | 1950 | 2000 | 2017 |
| Einwohner | 289  | 381  | 366  | 198  | 188  |

Der stetige Bevölkerungsrückgang seit den 1950er Jahren ist im Wesentlichen auf die Mechanisierung der Landwirtschaft, die Aufgabe von bäuerlichen Kleinbetrieben und den damit einhergehenden Verlust an Arbeitsplätzen zurückzuführen.

## Wirtschaft
Das wirtschaftliche Leben von Niharra ist in hohem Maße agrarisch orientiert – früher wurden Getreide, Weinreben etc. zur Selbstversorgung angepflanzt; Gemüse stammte aus den Hausgärten. Viehzucht (früher hauptsächlich Schafe und Ziegen, heute zumeist Rinder) wurde ebenfalls betrieben. Im Ort selbst siedelten sich Kleinhändler, Handwerker sowie Dienstleister aller Art an. Mittlerweile spielt auch der ländliche Tourismus (turismo rural) eine immer bedeutsamer werdende Rolle für das Wirtschaftsleben der Gemeinde.

## Geschichte
Über die ältere Geschichte von Niharra ist nur wenig bekannt, doch beweist die auf dem Gebiet des Nachbarorts Solosancho gelegene keltische (vielleicht vettonische) Höhenfestung Castro de Ulaca eine frühe Besiedlung der Region. Die Existenz eines römischen Landgutes (villa rustica), kleinere Münzfunde aus dem 2. Jahrhundert, eine römische Fahrstraße und eine nahegelegene „Römerbrücke“ lassen auf eine antike Besiedlung schließen. Westgotische Zeugnisse fehlen. Im 8. Jahrhundert überrannten die Mauren das Gebiet; von Siedlungen ist jedoch nichts bekannt. 
Im 11. Jahrhundert wurde die Gegend von den Christen zurückerobert (reconquista) und im Auftrag Alfons VI. von León durch Raimund von Burgund wiederbesiedelt (repoblación). In einem Dokument des Jahres 1250 wird eine Großgemeinde mit Namen Valle Amblés genannt, zu der auch der namentlich jedoch nicht genannte und vielleicht noch nicht existente Ort Niharra gehörte.

## Sehenswürdigkeiten

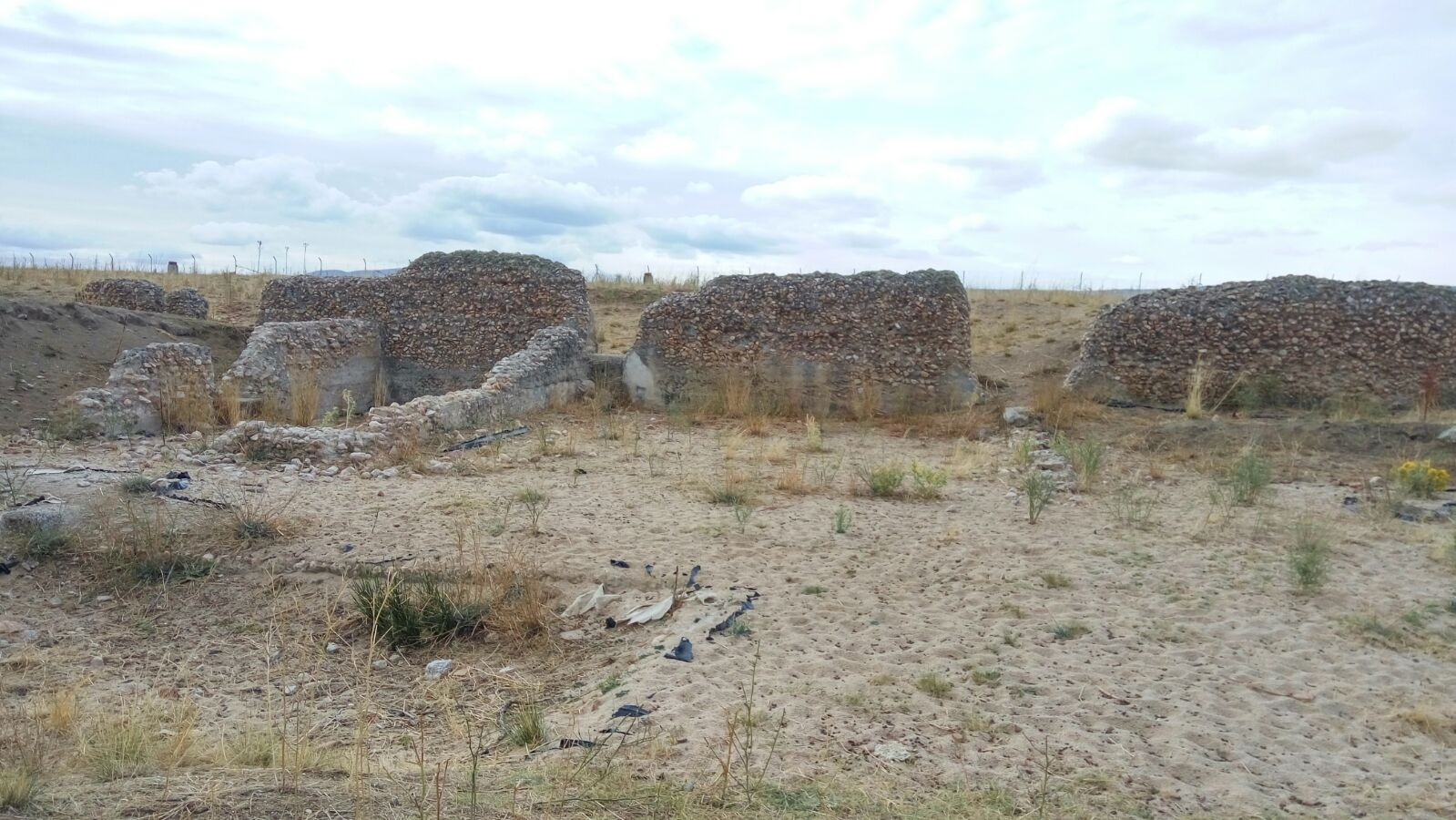
Pared de los Moros

- Die schlichte Kirche San Cornelio und San Cipriano stammt aus dem 16. Jahrhundert und ist überwiegend aus exakt behauenen größeren Feldsteinen gemauert. Über der Westfassade befindet sich ein zweigeteilter Glockengiebel (espadaña), dessen oberer Teil aus Ziegelsteinen besteht. Wahrscheinlich im 18. Jahrhundert wurde das auf der Südseite befindliche Portal durch eine Vorhalle (portico) geschützt. Im Innern der einschiffigen Kirche beeindrucken eine Artesonado-Holzdecke, eine hölzerne Tribüne im Westen sowie mehrere Schnitz- und Bildaltäre.[5]

Umgebung
- Circa zwei Kilometer südwestlich des Ortes befinden sich die Ruinen eines antiken Landgutes (villa rustica) aus dem 2. bis 5. Jahrhundert (Pared de los Moros), deren Mauern in der Technik des opus caementitium errichtet wurden. Aber auch bronzezeitliche Kleinfunde wurden hier gemacht.[6]